# 路易斯安那号潜艇
路易斯安那号潜艇 (SSBN-743)，是俄亥俄级核潜艇序列中的最后一艘。
位于康涅狄格州格罗顿的通用动力下属公司电船公司获得建造该潜艇的合同并建造了该潜艇。1996年7月27日，帕特丽夏·奥基夫主持了该潜艇的下水仪式；该潜艇于1997年9月6日正式服役。该潜艇的母港为华盛顿州的基察普海军基地。
1. ↑  . www.csp.navy.mil.   [2025-06-12]. （原始内容存档于2025-05-09） （美国英语）.